# Sveti Vid, Cerknica
Sveti Vid je naselje v Občini Cerknica. Leži na vidovski planoti na nadmorski višini 846 m. Pri Svetem Vidu je sedež župnije Sveti Vid nad Cerknico, zavetnik farne cerkve je sveti Vid.
Pri Svetem Vidu je sedež gasilskega društva Sveti Vid in planinskega društva Sveti Vid. Skozi kraj poteka evropska pešpot E-7.